# Тот самый Мюнхгаузен
«Тот самый Мюнхгаузен» — советский художественный двухсерийный телефильм 1979 года, снятый на студии «Мосфильм» по заказу Центрального телевидения СССР. Сценарий Григория Горина создан по отдалённым мотивам произведений Рудольфа Эриха Распе, посвящённых приключениям барона Мюнхгаузена. Одна из наиболее важных работ в творчестве Марка Захарова и Олега Янковского. Премьера фильма состоялась 1 января 1980 года на ЦТ СССР.

## Сюжет

### 1 серия
Действие картины начинается 30 мая 1779 года в Ганновере и его окрестностях. Барон Карл Мюнхгаузен часто рассказывает окружающим невероятные истории о своих приключениях, однако почти никто ему не верит; окружающие воспринимают его как выдумщика, живущего в мире своих фантазий и тем самым нарушающего общественный порядок. Однако предполагаемые фантазии барона имеют странное свойство оказываться реальностью. Так, на привале охотники, смеясь над рассказом Мюнхгаузена о том, как тот стрелял в оленя вишнёвой косточкой во время охоты, вдруг сами видят, как из леса выходит олень с небольшим вишнёвым деревом между рогов. Барон с гордостью говорит, что прославился не своими подвигами, а тем, что никогда не врёт.
Мюнхгаузен живёт в своём замке с девушкой Мартой. Они уже давно думают о свадьбе, но официально барон уже женат: в юности он был по воле родителей из сугубо практических соображений обвенчан с Якобиной фон Дуттен, с которой его никогда не связывали нежные чувства. Она живёт отдельно с их взрослым сыном Феофилом. Мюнхгаузен добивается развода. Разрешение может дать только герцог, но Якобина и её любовник Генрих Рамкопф всячески препятствуют этому, указывая на неформальный статус Карла как «возмутителя спокойствия».
Однажды герцог, будучи раздражён размолвкой с герцогиней, подписывает прошение Мюнхгаузена о разводе со словами: «На волю всех, на волю». Марта счастлива, но она очень опасается, что Мюнхгаузен выкинет очередную шутку во время заседания суда, который должен утвердить развод.
Так и происходит: подписывая документы о разводе, Мюнхгаузен пишет в графе «число» 32 мая — по его расчётам в календарь вкралась ошибка, и в этом году должен быть ещё один дополнительный день. Но идеи и астрономические наблюдения барона никого не интересуют, все воспринимают его поступок как очередной вызов общественному порядку. Происходит скандал. Суд, сочтя себя оскорблённым, отказывается утверждать развод. От барона требуют отречения: он должен в письменном виде признать все свои истории пустыми фантазиями, по пунктам отказаться от всего, что он писал и говорил. Друзья, слуги, даже Марта — все уговаривают барона подчиниться.
Последней каплей становится заявление Марты. Она ставит барону ультиматум: его рассказы о встречах с Уильямом Шекспиром и Исааком Ньютоном или она. Поняв, что никто не желает принимать его таким, какой он есть, барон сдаётся: он подписывает отречение от самого себя, тем же вечером сжигает все свои рукописи и удаляется в комнату с пистолетом. Раздаётся выстрел.

### 2 серия
Прошло три года после официально установленной смерти барона Мюнхгаузена. Из живого возмутителя спокойствия барон стал мёртвой знаменитостью: Якобина издаёт «Приключения барона», при этом воспоминания Мюнхгаузена в них не просто отредактированы, а приукрашены и дополнены откровенными выдумками. О Мюнхгаузене поют песни в трактирах и рисуют картины. Его называют «великим человеком, не понятым современниками», а 32 мая, в день трёхлетней годовщины его смерти, на главной площади города открывают памятник барону.
Рамкопф водит по замку барона экскурсии туристов и выводит научное обоснование возможности поднятия себя за волосы. Феофил безуспешно пытается повторять подвиги отца: поднимать себя в воздух за волосы и бить уток через дымоход. Бывший слуга Мюнхгаузена Томас (один из немногих, кто во всём поддерживал барона), зайдя за цветами в магазинчик Мюллера, узнаёт в цветочнике своего бывшего хозяина. Оказывается, самоубийство и последующие похороны были инсценировкой; после неё барон, оставив всё официальным наследникам, превратился в цветочника Мюллера, благодаря чему смог жениться на Марте и жить с ней.
Однако обычная жизнь сильно переменила барона: из весельчака и фантазёра он превратился в угрюмого и расчётливого циника («Одни мои похороны принесли мне денег больше, чем вся предыдущая жизнь»). В конце концов дошло до того, что Марта ушла от него, не вытерпев жизни с изменившимся возлюбленным. Мюнхгаузен решает вернуть Марту и понимает: «чтобы вернуть её, нужно вернуть себя» и опять стать самим собой. Вот только живым он нужен лишь Томасу и Марте, а остальные предпочитают жить «в тишине» без него.
Как только барон рассказывает посвящённым в его тайну о решении «воскреснуть», бургомистр, когда-то близкий друг барона, «ради сохранения общественного спокойствия» объявляет его самозванцем и отправляет в тюрьму «до выяснения личности». Суд, призванный установить личность барона, проходит в режиме организованного спектакля: один за другим бывшие знакомые, родственники и друзья барона отказываются признавать его. Однако в последний момент появляется Марта как свидетель, готовый подтвердить личность Мюнхгаузена, из-за чего заседание суда приходится прервать. Баронесса и Рамкопф угрозами заставляют Марту выступить лжесвидетелем. Марта соглашается, чтобы спасти мужа от тюрьмы или даже смерти, о чём позже рассказывает ему про встрече.
Предстоит последнее, решающее испытание: барону предлагают признать себя Мюллером или в доказательство своей личности повторить полёт на пушечном ядре на Луну. «Следственный эксперимент» происходит 32 мая 1783 года, в торжественной обстановке, по сценарию. Колеблющаяся Марта сначала зачитывает герцогу прошение о помиловании её «ненормального мужа Мюллера», но затем не выдерживает и признаётся любимому: в пушку положили сырой порох, чтобы ядро, пролетев несколько метров, под всеобщий хохот упало на траву, после чего самозванство барона было бы сочтено доказанным.
Томас по приказу Мюнхгаузена приносит мешок сухого пороха, которым сразу заряжают пушку. Участники испытания впадают в панику: они хотели поиздеваться над бароном, но никак не убить его. Герцога тут же уговаривают своим решением признать личность барона установленной, а его новое путешествие на Луну — состоявшимся. Барону предлагают «вернуться из путешествия» в блеске славы. Ранее запланированное «всеобщее веселье» начинается практически без изменений, просто по другому поводу — как празднование этого возвращения.
Якобина уже как ни в чём не бывало рассказывает, что она путешествовала на Луну вместе с бароном, и готовится издать мемуары об этом. Барону тихо подсказывают: «Незаметно присоединяйтесь». Мюнхгаузен некоторое время мечется от одной компании к другой, видя поднятые за его путешествие бокалы, слыша призывы: «Присоединяйтесь, барон!» — после чего возвращается на крепостную стену к пушке и произносит заключительный монолог.
Барон отдаёт распоряжения ко дню своего возвращения, после чего начинает подниматься по верёвочной лестнице к жерлу пушки. Ракурс меняется, и оказывается, что лестница стала очень длинной, и никакой пушки уже нет — барон просто поднимается по лестнице в небо.

## В ролях
| Актёр              | Роль                                      |
| ------------------ | ----------------------------------------- |
| Олег Янковский     | барон Карл Фридрих Иероним фон Мюнхгаузен |
| Елена Коренева     | Марта, возлюбленная барона                |
| Инна Чурикова      | баронесса Якобина фон Мюнхгаузен          |
| Александр Абдулов  | Генрих Рамкопф, любовник баронессы        |
| Игорь Кваша        | бургомистр                                |
| Леонид Броневой    | герцог                                    |
| Леонид Ярмольник   | Феофил фон Мюнхгаузен, сын барона         |
| Владимир Долинский | пастор                                    |
| Юрий Катин-Ярцев   | Томас, слуга барона                       |
| Всеволод Ларионов  | судья                                     |
| Семён Фарада       | главнокомандующий                         |
| Игорь Ясулович     | секретарь герцога                         |
| Любовь Полищук     | Маленькая Берта, певица                   |
| Владимир Фирсов    | мим                                       |
| Нина Палладина     | герцогиня                                 |
| Анатолий Скорякин  | тюремщик                                  |
| Евгений Марков     | придворный с часами                       |
| Григорий Горин     | придворный                                |
| Григорий Маликов   | гвардеец, пытавшийся арестовать барона    |
| Леонид Недович     | зритель, комментирующий судебный процесс  |
| Виктор Ильичёв     | танцор в кабачке (нет в титрах)           |

## Съёмочная группа
- Автор сценария: Григорий Горин
- Режиссёр-постановщик: Марк Захаров
- Второй режиссёр: Леонид Черток
- Директор картины: Лазарь Милькис
- Оператор-постановщик: Владимир Нахабцев
- Оператор: Сергей Арманд
- Художник-постановщик: Георгий Колганов
- Звукооператор: Юрий Рабинович
- Композитор: Алексей Рыбников
- Текст песен: Юрий Энтин
- Дирижёр: Сергей Скрипка
- Художник по костюмам: Наталья Фирсова
- Грим: Н. Минаева

## Предыстория и подбор актёров
Исходным литературным материалом для сценария послужила пьеса Григория Горина «Самый правдивый», которая с успехом шла в театре Советской Армии (Мюнхгаузен — Владимир Зельдин). Марку Захарову понравился спектакль, и он решил перенести его на телевизионный экран. В ходе работы над сценарием пьеса была серьёзно переработана и сильно изменилась по сравнению с театральным вариантом. Музыка Алексея Рыбникова также изначально была написана для спектакля.
Олег Янковский, только что снявшийся в роли Волшебника в телефильме «Обыкновенное чудо», по мнению режиссёра, вполне подходил на роль Мюнхгаузена. Тем не менее,  Марку Захарову пришлось довольно долго убеждать худсовет киностудии. Амплуа Янковского до этого, как считалось, более соответствовали героические роли. Кроме того, сложившийся по книге и спектаклю образ барона соответствовал немолодому человеку, имеющему взрослого сына. Янковскому же на момент начала съёмок исполнилось только 35 лет. В итоге режиссёру удалось отстоять свою точку зрения.

Я благодарен Марку Захарову за то, что он, поверив в меня, разглядел во мне ту нетипичную комедийность, способность передать грустную иронию персонажа, которой сам я, откровенно говоря, в себе не подозревал. Захаров предпочёл взять известного зрителям актёра и использовать его в ином амплуа, в ином жанровом качестве. И для меня это стало действительно подарком судьбы…
— Олег Янковский
Костяк актёрского ансамбля составила труппа театра Ленком. Леонид Броневой был принят на роль без проб. На роль Феофила первоначально пробовался актёр театра Сатиры Юрий Васильев, но утверждён был Леонид Ярмольник. На роль баронессы рассматривалась Екатерина Васильева, но была утверждена Инна Чурикова. Некоторые сложности возникли с ролью Марты. Первоначально на роль пробовались Татьяна Догилева, Ирина Мазуркевич и другие актрисы. После долгих поисков создателей картины устроила кандидатура Елены Кореневой.

## Съёмки фильма
Фильм снимался в ГДР (реальный Мюнхгаузен жил под Ганновером в городе Боденвердер, располагавшемся на территории ФРГ). Организовать съёмки на территории дружественной социалистической ГДР было намного проще, поэтому съёмочной площадкой стали улицы города Вернигероде, имевшего «аутентичный» вид и практически не пострадавшего во время Второй мировой войны.
В массовке и эпизодах принимали участие немецкие актёры и горожане. В частности, в самой первой сцене кроме Янковского и Катина-Ярцева остальные охотники были немцы. Это заметно в том числе по немецкой артикуляции, не совпадающей с русским озвучиванием.
В отличие от других работ Захарова, фильм относительно легко прошёл цензурные барьеры. Вырезана была всего одна сцена — где охотники изучают труды барона Мюнхгаузена.

## Факты
- В 1990-е годы из первой серии фильма была изъята часть диалога пастора с Мюнхгаузеном. /А была ли она в фильме?/ После слов Мюнхгаузена: «Вы, служитель церкви, предлагаете мне жить во лжи?» — теперь показывается, как пастор уезжает в бричке. Ранее после упомянутой фразы Мюнхгаузена между ним и пастором продолжался разговор, в котором, в частности, была и такая фраза пастора: «Я читал… вашу книжку… Что за чушь вы там насочиняли!» Барон на это отвечал: «Я читал вашу — она не лучше». Пастор: «Какую?» Барон: «Библию»[5].
- Олег Янковский невольно изменил суть текста, произносимого его героем в финальной сцене. В первоначальном сценарии знаменитая фраза барона Мюнхгаузена звучала так: «Серьёзное лицо ещё не признак ума, все глупости на земле делаются именно с таким выражением лица». Тем не менее при озвучивании фильма Янковский оговорился, сказав: «Умное лицо ещё не признак ума». В таком виде фраза, несмотря на протесты Григория Горина, и осталась в фильме.
- Эпизод, в котором Марта и Мюнхгаузен говорят о любви и Марта пытается уйти от барона, был повторён в фильме телеканала ОРТ «Старые песни о главном 3». В этом фильме Марту сыграла Кристина Орбакайте, а Мюнхгаузена — Владимир Пресняков-младший.
- Персонаж Леонида Броневого титулуется «герцог» и является, по сюжету, правителем Ганновера, однако титул правителя Ганновера в конце XVIII века — курфюрст. Более того, курфюрстом Ганновера в конце XVIII века был Георг III, являвшийся одновременно, в силу унии, британским королем. То есть когда Мюнхгаузен объявил войну Великобритании — он тем самым объявил войну и лично персонажу Броневого, и всему Ганноверу в целом: к тому времени Ганновер уже участвовал в войне за независимость США на стороне Великобритании.

## Призы и награды
- 1980 — МТФ «Злата Прага» в Праге, Приз жюри журналистов, Приз за режиссуру (Марк Захаров)
- 1981 — ВТФ, приз «За высокое мастерство и оригинальный творческий поиск» (Марк Захаров)

## 32 мая
- Каждый год в Музее барона Мюнхгаузена в латышском селе Дунте отмечается наступление 32 мая[6].
- Композитор Александр Питерский несколько дней спустя после смерти Олега Янковского в мае 2009 года выложил в свободный доступ композицию, посвящённую актёру и озаглавленную «May 32, 1783»[7]. Название представляет собой отсылку к дате «следственного эксперимента», завершающего фильм «Тот самый Мюнхгаузен», где Янковский исполнил главную роль.
- Марк Галлай в своих записках лётчика-испытателя говорит о тридцать вторых, тридцать третьих и т. д. числах месяца: они «наступают» на предприятии, когда работу не удалось закончить в установленный срок, но отчитаться о её выполнении нужно непременно в завершающемся месяце[8].
- Международный фестиваль авторской песни «32 мая»[9].
- В 2010 году в Санкт-Петербурге прошёл правозащитный кинофестиваль «32 мая»[10].
- С 2015 года в саратовском театре кукол «Теремок» проходит международный фестиваль молодёжных театров «32 мая»[11].
- 27 ноября 2020 года российская панк-рок группа Тараканы! выпустила сингл «32 мая»[12]. В тексте песни присутствуют отсылки на фильм Захарова.